# 胡端禎
胡端禎（1399年—？），字端禎，江西吉安府吉水縣人，明朝政治人物。同進士出身。

## 生平
江西鄉試第八十八名。宣德五年（1430年）丁丑科會試第十九名，殿試登進士第三甲第十二名。。宣德八年（1433年），宣宗命吏部尚書郭璡等選拔文學出眾者任用。璡引六十八人入奏，宣宗命少傅楊士奇、楊榮出題廷試，擇優選出知縣孔友諒、進士胡端禎、廖莊、宋璉等七人。宣宗命吏部改三名進士為庶吉士以備未來任用，次年擢戶科給事中。

## 家族
曾祖胡忭。祖父胡士能。父胡時昭